# Baiersdorf

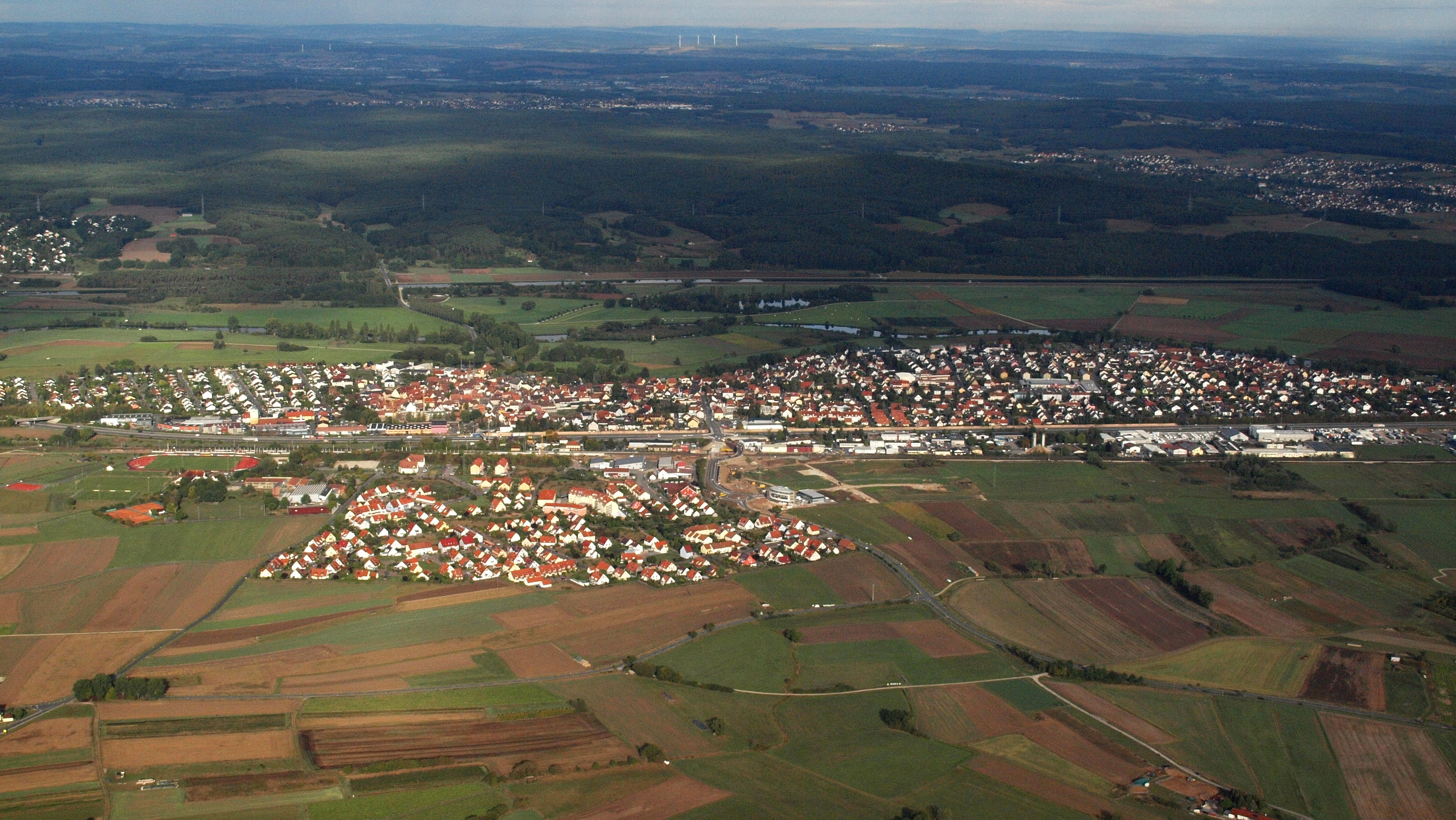
Baiersdorf, Luftaufnahme (2015)

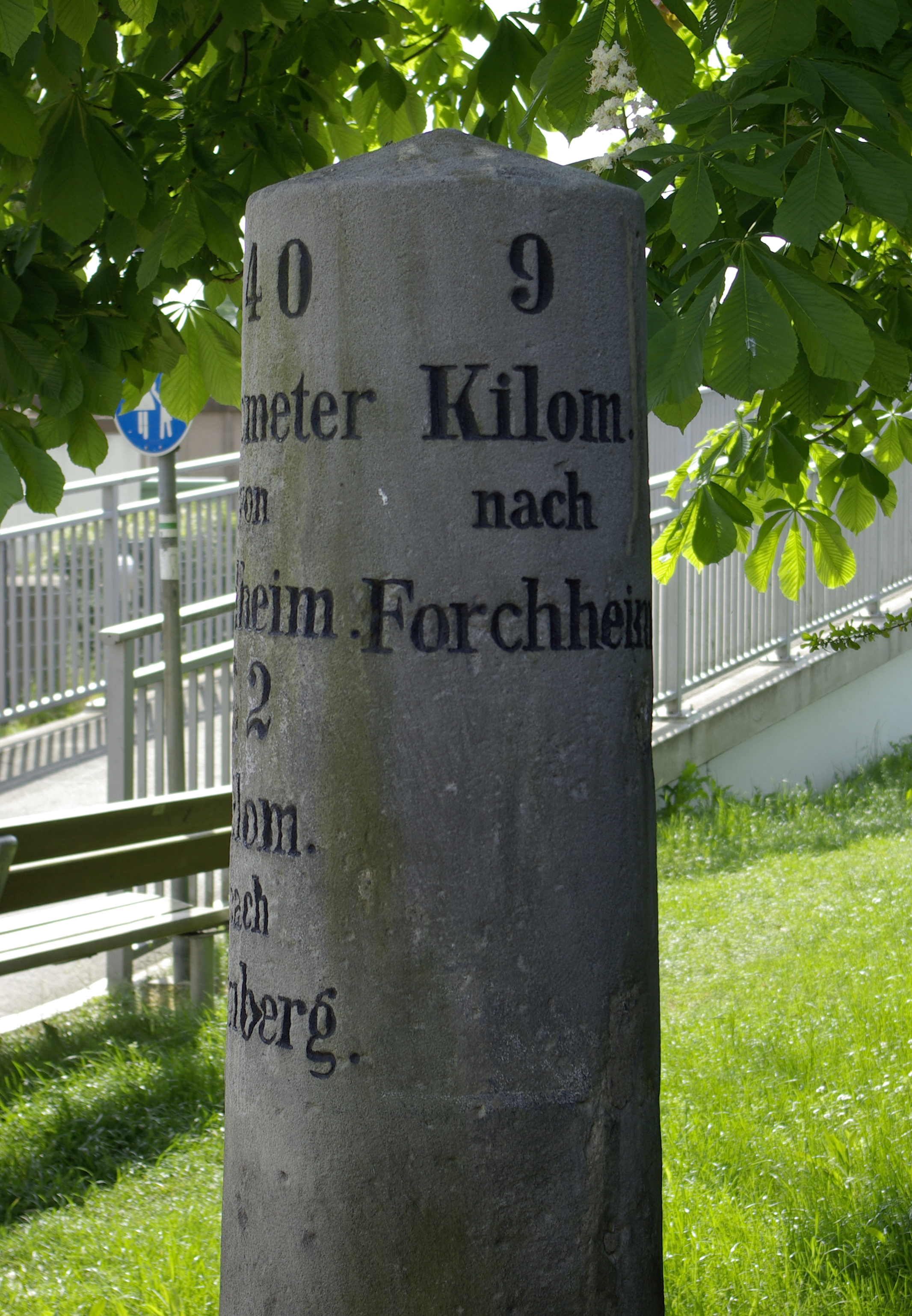
Kilometerstein 140

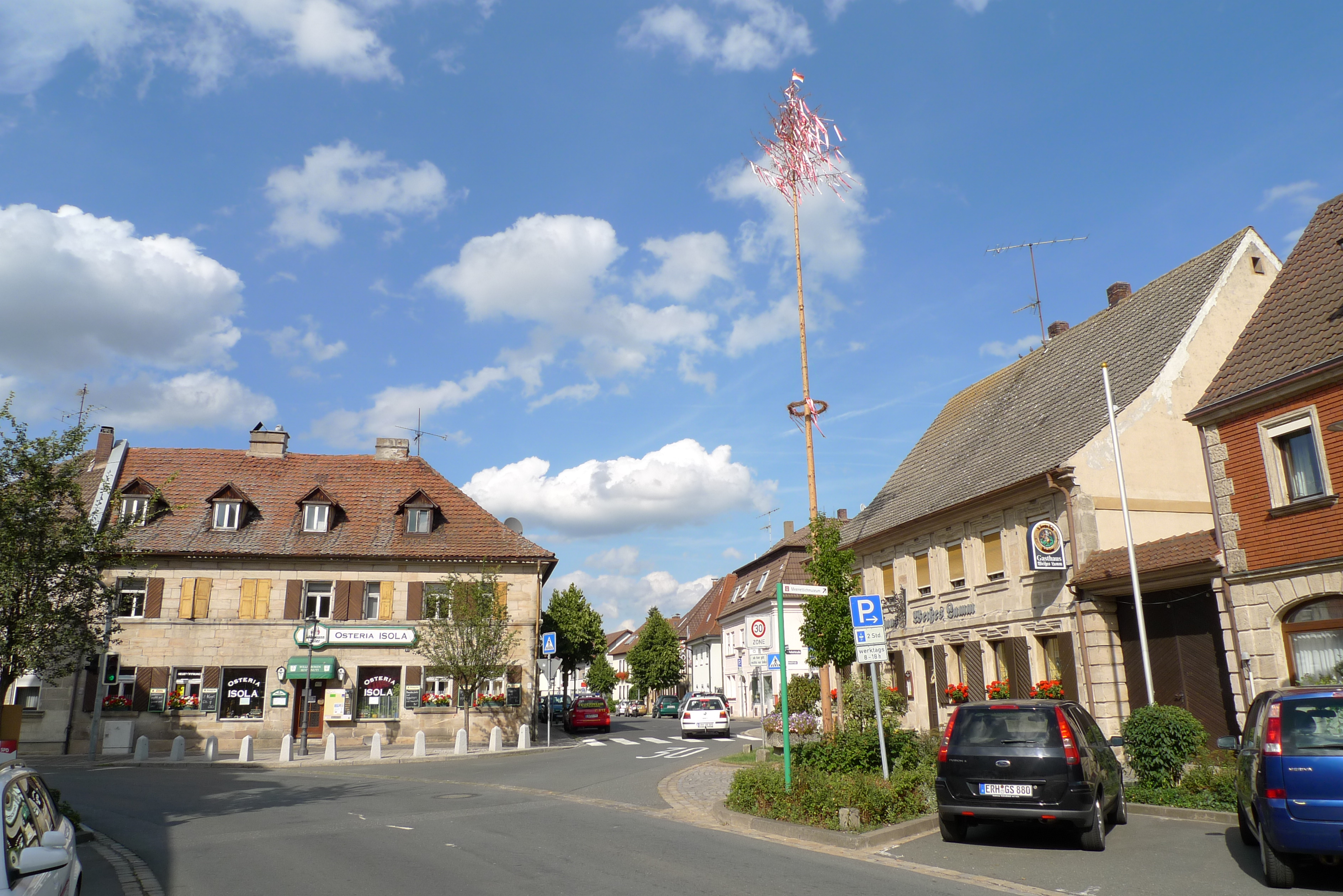
Ortszentrum

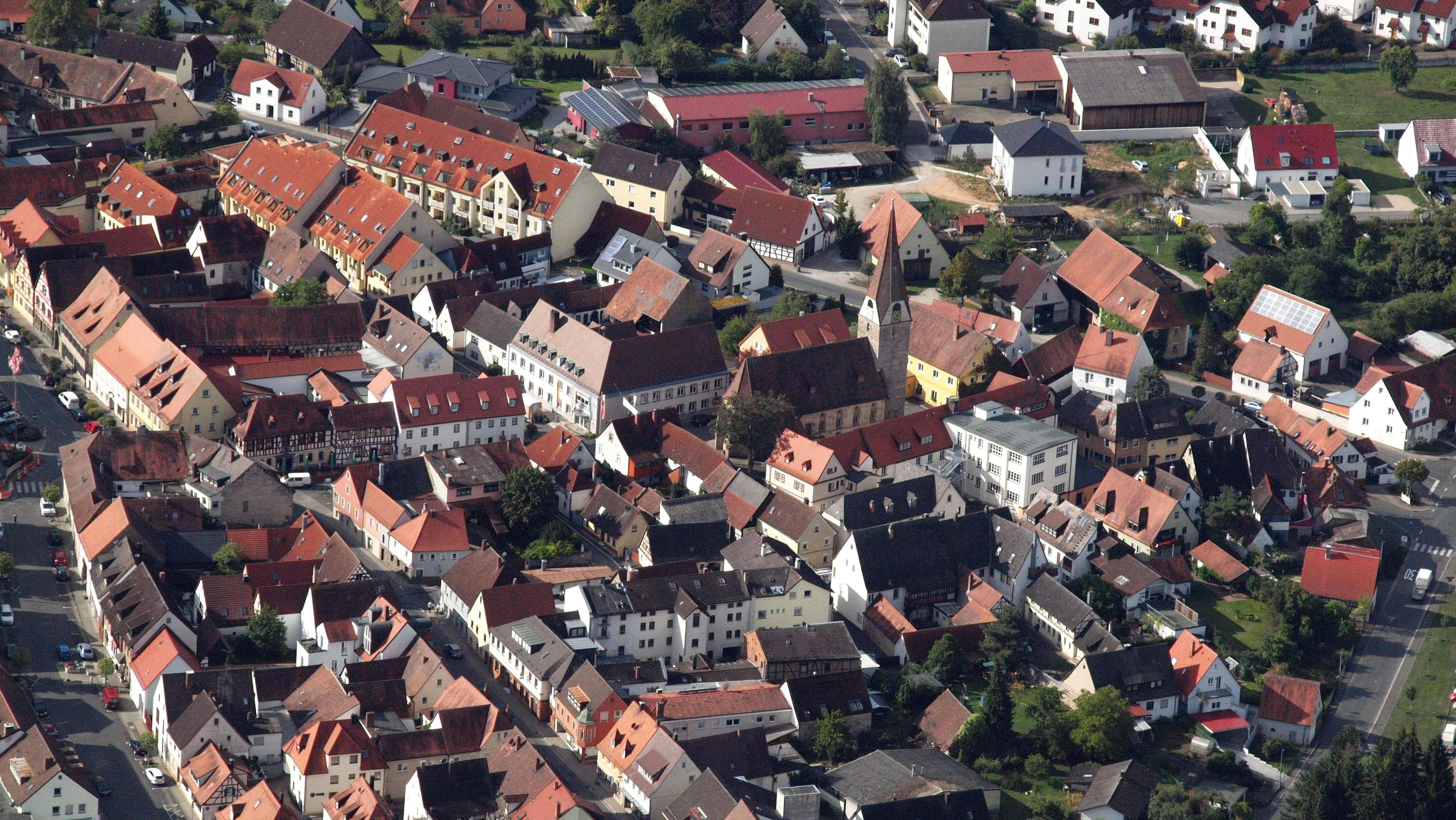
Baiersdorf Innenstadt, Luftaufnahme (2015)

Baiersdorf (ⓘ, fränkisch: Beiaschdoff; früher auch Bayersdorf geschrieben) ist eine Stadt im mittelfränkischen Landkreis Erlangen-Höchstadt.

## Geografie

### Lage
Die Stadt liegt auf der größtenteils hochwasserfreien Terrasse der 500 Meter entfernten Regnitz, acht Kilometer nördlich von Erlangen und acht Kilometer südlich von Forchheim, auf halbem Wege zwischen Nürnberg und Bamberg an der Bundesautobahn 73.

### Gemeindegliederung
Die Gemeinde hat fünf Gemeindeteile (in Klammern ist der Siedlungstyp angegeben):
- Baiersdorf (Hauptort)
- Baiersdorfermühle (Einöde)
- Hagenau (Flüchtlingssiedlung)
- Igelsdorf (Dorf)
- Wellerstadt (Dorf)

Es gibt die Gemarkungen Baiersdorf und Wellerstadt. Die Gemarkung Baiersdorf hat eine Fläche von 10,066 km². Sie ist in 4557 Flurstücke aufgeteilt, die eine durchschnittliche Flurstücksfläche von 2208,89 m² haben. In ihr liegen neben dem namensgebenden Ort die Gemeindeteile Baiersdorfermühle, Hagenau und Igelsdorf.

### Nachbargemeinden
Nachbargemeinden sind (im Norden beginnend im Uhrzeigersinn) Forchheim, Poxdorf, Langensendelbach, Bubenreuth, Möhrendorf, Röttenbach und Hausen.

## Geschichte

### Bis zum 19. Jahrhundert

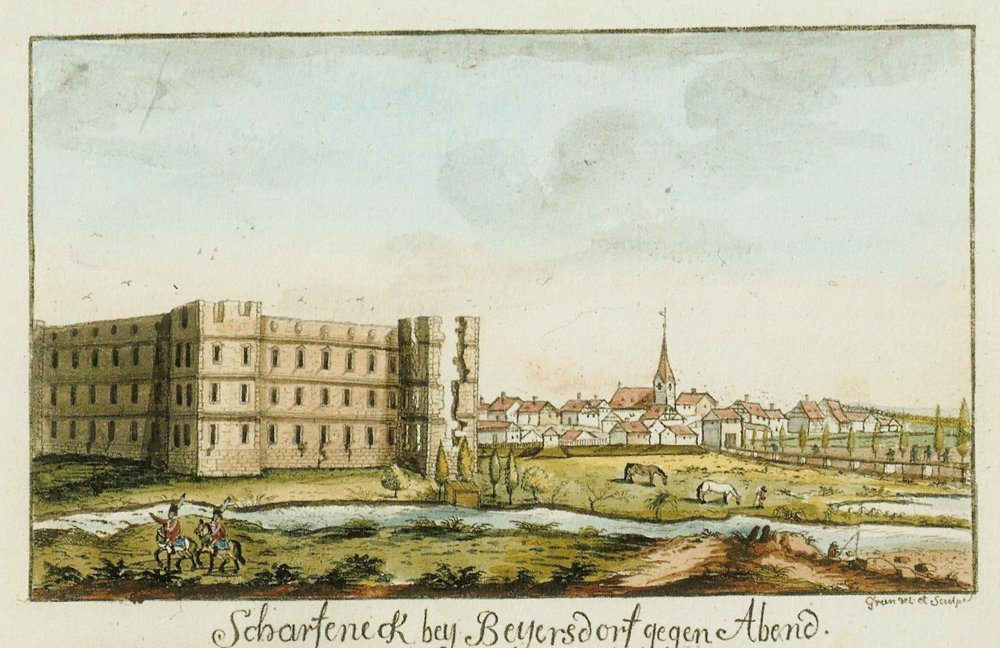
Schlossruine Scharfeneck um 1790, abgebrochen 1892

Der Ort wurde 1062 als „Peieresuorahe“ erstmals urkundlich erwähnt. Der Ortsname leitet sich von einem gleichlautenden Flurnamen ab, dessen Grundwort foraha, fohra (ahd. für Föhre, Kiefer) mit angehängtem Kollektivsuffix –ahi ist, und demnach Föhrenwald bedeutet. Das Bestimmungswort ist Peier, wohl der Personenname des Grundstückbesitzers. Erst 1123 wurde der Ort erstmals als „Baieresdorf“ erwähnt.
Im Jahre 1353 wurden „Beyrstorf“ die Stadtrechte verliehen. Die Stadt gehörte zum Fürstentum Bayreuth, das ab 1792 zum Königreich Preußen gehörte. Von 1797 bis 1807 unterstand die Stadt dem Justiz- und Kammeramt Erlangen. Dessen Gebiet fiel im Frieden von Tilsit 1807 an Frankreich und durch den Pariser Vertrag 1810 an das Königreich Bayern. 
Im Rahmen des Gemeindeedikts wurde 1813 der Steuerdistrikt Baiersdorf gebildet. Zu diesem gehörten Baiersdorfermühle, Bubenreuth und Wellerstadt. Mit dem Zweiten Gemeindeedikt (1818) entstanden drei Ruralgemeinden:
- Baiersdorf mit Baiersdorfermühle,
- Bubenreuth,
- Wellerstadt.[10]

Die Munizipalgemeinde Baiersdorf war in Verwaltung und Gerichtsbarkeit dem Landgericht Erlangen zugeordnet und in der Finanzverwaltung dem Rentamt Erlangen (1919 in Finanzamt Erlangen umbenannt). Ab 1862 gehörte Baiersdorf zum Bezirksamt Erlangen (1939 in Landkreis Erlangen umbenannt). Die Gerichtsbarkeit hatte das im gleichen Jahr gebildete Stadt- und Landgericht Erlangen (1879 in das Amtsgericht Erlangen umgewandelt). 
Der 1835 bis 1846 erbaute Ludwig-Donau-Main-Kanal führte östlich an Baiersdorf vorbei und es gab dort eine Ladestelle (Anlände) für den Güterumschlag. Diese diente hauptsächlich für den Export von Agrarerzeugnissen und dem Import von Kohle und Baustoffen. 1950 wurde der Ludwigskanal wieder aufgelassen und die ehemalige Anlände, die dank ihres Bahnanschlusses an die Ludwig-Süd-Nord-Bahn bereits 1844 einen trimodalen Güterumschlag Schiff/Schiene/Straße bot, ist heute mit der A 73 überbaut. Nur der Kilometerstein 140, der transloziert wurde, erinnert heute noch an die dort ehemals vorhandenen Anlagen des Ludwigskanales.
Baiersdorf hat einen großen Anteil am europäischen Meerrettich-Anbau und dessen Verarbeitung; es gibt dort zwei weitbekannte Firmen, die Meerrettich-Produkte herstellen und vertreiben. Markgraf Johann der Alchemist (1406–1464) ließ zum ersten Mal in Baiersdorf Meerrettich pflanzen als Beginn des Anbaus in Mittel- und Oberfranken. Das Spezialunternehmen Schamel wurde 1846 in Baiersdorf gegründet und ist der älteste Meerrettichbetrieb der Welt. Auch die Wurzeln des aus Baiersdorf stammenden (jedoch nicht mehr vor Ort produzierenden) Unternehmens KOCHs im Meerrettichhandel reichen über hundert Jahre zurück.

### 20. und 21. Jahrhundert
Die Gemeinde hatte 1964 eine Gebietsfläche von 6,746 km².
Der Gemeindeteil Hagenau gehörte bis zur Gemeindegebietsreform 1978 zur Nachbargemeinde Poxdorf. Die Siedlung war 1939 entstanden. Zunächst wurden ein Luftwaffenlager eingerichtet, dann eine Barackensiedlung gebaut, in der französische Kriegsgefangene, nach 1945 Vertriebene aus dem Sudetenland einquartiert wurden. Ab 1946 wurde die Siedlung Hagenau gebaut. Vom 1. bis zum 3. September 2006 fand die 60-Jahr-Feier statt.
Am Abend des 21. Juli 2007 wurde das Gemeindegebiet nach ungewöhnlich starken Regenfällen überschwemmt. Rund tausend Häuser standen unter Wasser, die Bundesautobahn 73 musste für den Verkehr gesperrt werden. Der Schaden wurde auf etwa 100 Millionen Euro geschätzt.

### Chronik
| Jahr | Baiersdorf mit den Stadtteilen Wellerstadt, Igelsdorf und Hagenau |
| ---- | --- |
| 1007 | Erste urkundliche Erwähnung Wellerstadts in der Schenkungsurkunde von König Heinrich II.                                                                                 |
| 1062 | Erste urkundliche Erwähnung von Baiersdorf in der Schenkungsurkunde von König Heinrich IV.                                                                               |
| 1133 | Erstmalige Erwähnung der Baiersdorfer Sankt-Nikolaus-Kirche |
| 1158 | Nürnberger Burggrafen erhalten das Schirm- und Schutzrecht über Baiersdorf                                                                                               |
| 1348 | Erste urkundliche Erwähnung von Igelsdorf im Bamberger Urbar (Güterverzeichnis der Bischöfe)                                                                             |
| 1353 | König Karl IV. erlässt das Recht, Baiersdorf zu einer Stadt auszubauen                                                                                                   |
| 1368 | Erstmalige Erwähnung einer „Veste Bayersdorf“, welche später auch Scharfeneck genannt wird                                                                               |
| 1473 | Erste Nennung einer jüdischen Gemeinde in Baiersdorf |
| 1474 | Großer Stadtbrand. Von der Kirche blieb nur der Turm und das Sakrament übrig.                                                                                            |
| 1525 | Thomas Beck – ehemaliger Mönch – wird als erster evangelischer Geistlicher vom Stadtrat eingesetzt.                                                                      |
| 1528 | Baiersdorf wird evangelisch und 1558 Sitz des Dekanats. |
| 1602 | Die Pest tritt auf – dem Gerücht nach durch einen Bettler eingeschleppt.                                                                                                 |
| 1611 | Baiersdorf wird Sitz des Oberrabbinats. |
| 1632 | Fünfte Zerstörung von Baiersdorf mit dem neu gebauten Schloss durch die Bamberger                                                                                        |
| 1698 | Baiersdorf wird zum Oberamt erhoben. |
| 1711 | Bau einer Synagoge in der Judengasse |
| 1774 | Weihe der Kapelle am Johannisfriedhof |
| 1792 | Baiersdorf wird preußisch. |
| 1810 | Anschluss an das Königreich Bayern. Außerdem werden Ämter nach Erlangen abgezogen.                                                                                       |
| 1812 | Das Justizamt und damit die letzte überörtliche Verwaltungsbehörde wird abgezogen.                                                                                       |
| 1814 | Baiersdorf verliert den Sitz des Dekanats. |
| 1819 | Baiersdorf verliert den Sitz des Oberrabbinats. |
| 1892 | Abbruch der Schlossruine Scharfeneck |
| 1905 | Einweihung des Kindergartens in der Seligmannstraße |
| 1911 | Errichtung der Jahnturnhalle |
| 1925 | Bau der seit der Reformation ersten katholischen Kirche Sankt Josef |
| 1938 | Zerstörung der Synagoge beim Novemberpogrom |
| 1946 | Hagenau wird von den eintreffenden Heimatvertriebenen gegründet |
| 1965 | Bau der zweiten katholischen Kirche |
| 1969 | Bau der Industriestraße zur Ansiedlung von Gewerbebetrieben |
| 1972 | Im neuen Baugebiet In der Point entstehen die ersten Wohnhäuser. |
| 1983 | Einweihung der neuen Hauptschule und der dazugehörigen Mehrzweckhalle. Im Stadtteil Hagenau wird das Pfarrzentrum Sankt Marien eingeweiht.                               |
| 1998 | Beginn der Ausweisung des Baugebietes In der Hut (heute ca. 1000 Einwohner)                                                                                              |
| 2007 | In der Nacht vom 21. auf den 22. Juli wird Baiersdorf von einer riesigen Flut der Regnitz heimgesucht. Im gesamten Stadtgebiet entstehen enorme Schäden in Millionenhöhe |
| 2008 | Einweihung der neu errichteten Stadtsporthalle |
| 2010 | In Baiersdorf leben 7800 Menschen. 2000 Personen sind in der Stadt beschäftigt und rund 600 Unternehmen und Gewerbetreibende ansässig.                                   |
| 2011 | Fertigstellung der Sanierungsmaßnahmen nach der Flutkatastrophe |
| 2012 | Baiersdorf feiert 950 Jahre Baiersdorf – Erste urkundliche Erwähnung |

### Eingemeindungen
Im Zuge der Gebietsreform in Bayern wurde am 1. April 1971 die Gemeinde Wellerstadt eingegliedert. Ebenso wurden der Ort Igelsdorf der Nachbargemeinde Langensendelbach (Landkreis Forchheim) mit damals mehr als 600 Einwohnern und der Ort Hagenau der Gemeinde Poxdorf (ebenfalls Landkreis Forchheim) mit etwa 600 Einwohnern eingegliedert.

### Einwohnerentwicklung
Gemeinde Baiersdorf
| Jahr      | 1987   | 2008   | 2010   | 2015   | 2016   | 2017   |
| --------- | ------ | ------ | ------ | ------ | ------ | ------ |
| Einwohner | 6073   | 7222   | 7208   | 7489   | 7560   | 7728   |
| Häuser    | 1571   |        |        | 2156   | 2182   | 2190   |
| Quelle    | [ 17 ] | [ 18 ] | [ 18 ] | [ 18 ] | [ 18 ] | [ 18 ] |

Ort Baiersdorf mit Baiersdorfermühle (= Gemeinde Baiersdorf bis 1971)
| Jahr      | 1818   | 1840   | 1852   | 1855   | 1861   | 1867   | 1871   | 1875   | 1880   | 1885   | 1890   | 1895   | 1900   | 1905   | 1910   | 1919   | 1925   | 1933   | 1939   |
| --------- | ------ | ------ | ------ | ------ | ------ | ------ | ------ | ------ | ------ | ------ | ------ | ------ | ------ | ------ | ------ | ------ | ------ | ------ | ------ |
| Einwohner | 1408   | 1537   | 1562   | 1570   | 1557   | 1332   | 1271   | 1293   | 1411   | 1410   | 1264   | 1255   | 1308   | 1361   | 1393   | 1348   | 1400   | 1449   | 1501   |
| Häuser    | 337    | 198    |        |        |        |        | 207    |        |        | 223    | 202    |        | 211    |        |        |        | 267    |        |        |
| Quelle    | [ 19 ] | [ 20 ] | [ 21 ] | [ 21 ] | [ 22 ] | [ 23 ] | [ 24 ] | [ 25 ] | [ 26 ] | [ 27 ] | [ 28 ] | [ 21 ] | [ 29 ] | [ 21 ] | [ 30 ] | [ 21 ] | [ 31 ] | [ 21 ] | [ 21 ] |
|           |        |        |        |        |        |        |        |        |        |        |        |        |        |        |        |        |        |        |        |
| Jahr      | 1946   | 1950   | 1952   | 1961   | 1970   | 1987   |        |        |        |        |        |        |        |        |        |        |        |        |        |
| Einwohner | 2202   | 2388   | 2721   | 3010   | 2863   | 2949   |        |        |        |        |        |        |        |        |        |        |        |        |        |
| Häuser    |        | 314    |        | 507    |        | 745    |        |        |        |        |        |        |        |        |        |        |        |        |        |
| Quelle    | [ 21 ] | [ 32 ] | [ 21 ] | [ 11 ] | [ 33 ] | [ 17 ] |        |        |        |        |        |        |        |        |        |        |        |        |        |

## Politik

### Stadtrat
Der Stadtrat besteht in der Wahlperiode 2020 bis 2026 aus 20 Mitgliedern und dem getrennt gewählten Ersten Bürgermeister.
Die Kommunalwahl am 15. März 2020 führte zu folgendem Ergebnis:
| Partei / Liste                                       | Stimmenanteil | Sitze |
| CSU                                                  | 29,3 %        | 6     |
| Grüne                                                | 23,6 %        | 5     |
| SPD                                                  | 18,8 %        | 4     |
| Freie Wähler                                         | 14,6 %        | 3     |
| FDP                                                  | 04,2 %        | 1     |
| Junge Liste                                          | 07,3 %        | 1     |
| Wählergemeinschaft für Familien in Baiersdorf (WGFB) | 02,2 %        | 0     |
| Wahlbeteiligung: 60,5 %                              |               |       |

### Bürgermeister
Erste Bürgermeisterin ist Eva Ehrhardt-Odörfer (SPD). Sie wurde bei der Bürgermeisterwahl im März 2022 mit 51,9 Prozent der Stimmen gewählt, nachdem ihr Vorgänger Andreas Galster (CSU) das Amt aufgrund der Folgen eines Verkehrsunfalls niederlegen musste.

### Wappen und Flagge
Wappen
| Wappen von Baiersdorf | Blasonierung: „Gespalten; vorne geviert von Silber und Schwarz; hinten auf grünem Boden stehend ein grün gekleideter Geleitsmann mit schwarzem Gürtel, Hut und schwarzen Stiefeln, der in ein goldenes Horn bläst und in der Linken einen goldenen Spieß hält.“ |
| Wappen von Baiersdorf | Wappenbegründung: Aus dem Jahr 1458 ist der Abdruck eines Siegels überliefert, das wohl im späten 14. Jahrhundert entstanden ist. Das Wappenbild hat sich bis heute nicht geändert. Die Vierung von Silber und Schwarz weist auf die damaligen Ortsherren, die Burggrafen von Nürnberg. Die Figur des Mannes änderte sich im Lauf der Jahre, sie wechselt vom wilden Mann zum Postboten, Wächter, Hirten oder Jäger. Vermutlich stellt sie einen Geleitsmann dar. |

Flagge
Die Gemeindeflagge ist weiß-schwarz.

### Städtepartnerschaften
- Österreich: Mit der Marktgemeinde Ulrichsberg in Oberösterreich besteht seit 1974 eine Städtepartnerschaft.
- Frankreich: Seit 2000 ist auch die Stadt Pacé Partnerstadt, nach der der Park nahe der Point benannt wurde.
- Polen: Die Partnerschaft mit der Gemeinde Brenna  wurde im Juli 2007 zur Tausendjahrfeier von Wellerstadt besiegelt.

## Wirtschaft
Aufgrund der günstigen Lage an A 73 und der Bahn hat Baiersdorf eine gute Verkehrsanbindung, die ein bedeutender Standortfaktor für Industrie und Handel ist.
Zwei Industriegebiete, der rund 15.000 Quadratmeter große Gewerbehof Heinlein im Süden der Stadt und der im Nordosten gelegene Gewerbepark, bilden das Rückgrat des örtlichen Gewerbes. Dort stellt das 1846 gegründete Unternehmen Schamel Meerrettichprodukte her. Daneben haben sich moderne Handelsunternehmen unterschiedlicher Branchen angesiedelt.
1991 ließ sich die Brodos AG im Gewerbehof Heinlein nieder. Mit rund 200 Vollzeitbeschäftigten ist dieser Mobiltelefongroßhandel und IT-Dienstleister größter Arbeitgeber am Ort. Deutschlandweit gehört Brodos zu den drei größten Distributoren von Telekommunikationsartikeln und erzielten zeitweise einen Umsatz von über 200 Millionen Euro.
Im Bereich Musikinstrumentenbau sind mit Höfner und Hanika zwei Traditionsunternehmen vor Ort vertreten.

## Kultur, Konfessionen und Sehenswürdigkeiten

### Vereine
- Heimatverein Baiersdorf e. V.
- Baiersdorf SV e. V.

### Museen
- Meerrettich-Museum

### Konfessionsstatistik
Gemäß dem Zensus 2011 waren 37,3 % der Einwohner evangelisch, 36,8 % römisch-katholisch und 25,9 % waren konfessionslos, gehörten einer anderen Glaubensgemeinschaft an oder machten keine Angabe. Die Zahl der Protestanten und Katholiken ist seitdem gesunken.
Die Einwohner gehörten (mit Stand Januar 2022) mit 29 % der evangelischen Kirche an, 31 % der Einwohner waren katholisch und 40 % waren konfessionslos oder gehörten einer anderen Glaubensgemeinschaft an.

### Baudenkmäler
- Ein jüdischer Friedhof mit Gedenkstein erinnert an die jüdischen Bewohner des Ortes, die während der nationalsozialistischen Gewaltherrschaft verfolgt und bei der Judenverfolgung ermordet wurden.[40]
- Am 24. März 2009 wurden für zwei von den Nazis ermordete Juden aus Baiersdorf Stolpersteine verlegt.[41]
- Evangelische Kirche St. Nikolaus
- Katholische Kirche St. Josef
- Schloss Scharfeneck-Denkmal
- Das alte Rathaus mit Pranger, in dem sich das griechische Restaurant Irodion befindet

### Regelmäßige Veranstaltungen
Die Baiersdorfer Kirchweih am Johanniswochenende im Juni und die Wellerstädter Kirchweih (Kerwa) am zweiten Augustwochenende haben eine lange Tradition.
Am Faschingssonntag ziehen die sogenannten Fasalecken durch Baiersdorf und treiben einen der ihren, der von Kopf bis Fuß in Stroh gepackt ist und den personifizierten Winter darstellt, am 11. Februar ab 14:15 Uhr durch die Straßen. Der „Winter“ wird dabei ausgepeitscht, ebenso jeder der sich den Fasalecken in den Weg stellt. Nach dem Umzug wird dem „Bären“ das Stroh über die Ohren gezogen und auf dem Festplatz erfolgt ein „Feuersprung“. Das ist ein alter Brauch des Winteraustreibens, der aber nichts mit Fasching/Fastnacht zu tun hat.
Nur in Baiersdorf wird Meerrettich, im Fränkischen Kren genannt, im großen Stil angebaut und verarbeitet. Seit dem Jahr 2006 findet am dritten Sonntag im September in der Stadtmitte der Baiersdorfer Krenmarkt mit bis zu 10.000 Besuchern statt. Alle zwei Jahre wird in Baiersdorf die bayerische Meerrettichkönigin in ihr Amt eingeführt.

### Naherholung

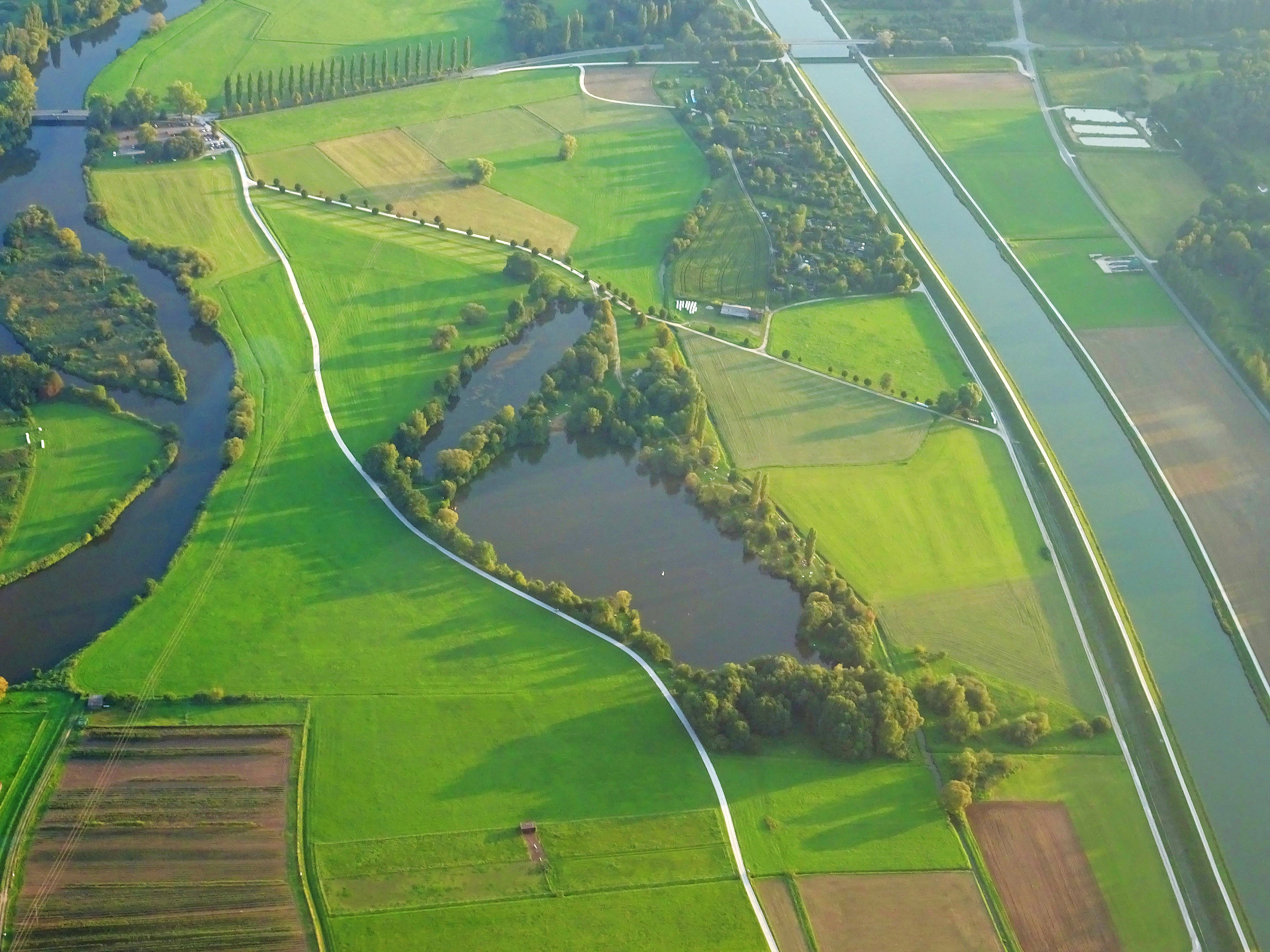
Die zusammenliegenden ehemaligen Baggerseen von Baiersdorf

Rund 1 km nordwestlich vom Rathaus entfernt liegen die Baiersdorfer Baggerseen. Sie bestehen aus zwei aneinandergrenzenden Seen, dem nördlichen Ausee und dem südlichen Angersee. Bei letzterem handelt es sich um einen Anglersee; Baden ist dort verboten. Auch der größere Ausee – rund  300 m lang und 150 m breit, bis zu 10 m tief – ist offiziell nicht als Badesee ausgewiesen. Es gibt keine Badeaufsicht; Baden wird nur als Gemeingebrauch von Gewässern geduldet. Im nordwestlichen Uferbereich ist FKK möglich. Der See wird über einen unterirdischen Zufluss gespeist; der Abfluss erfolgt nach Norden. Trotz der relativen Tiefe und der Quelle gab es 2020 bei sehr hohem Badebesuch eine so starke Ausbreitung von Cyanobakterien (Blaualgen), dass das Ordnungsamt der Stadt Baiersdorf vom Baden dringend abriet.

## Verkehr
Die Staatsstraße 2244 verläuft über Wellerstadt zur Anschlussstelle 29 der Bundesautobahn 73 und weiter nach Forchheim (6,5 km nördlich) bzw. zur Anschlussstelle 30 der A 73 und weiter nach Bubenreuth (4 km südwestlich). Die Kreisstraße ERH 5/FO 7 verläuft an Hagenau vorbei nach Poxdorf (2,75 km nordöstlich) bzw. nach Röttenbach (8 km westlich).
Baiersdorf liegt an der Bahnstrecke Nürnberg–Bamberg. Hier halten Züge der S-Bahn Nürnberg (Linie S1 Bamberg–Neumarkt).
Am 4. Mai 2014 erhielt der S-Bahn-Triebwagen 442 222 am Bahnhof Baiersdorf den Namen der Stadt.

## Persönlichkeiten
- Heinrich Arnold Stockfleth (1643–1708), lutherischer Geistlicher und Dichter, Pfarrer in Baiersdorf
- Johann Daniel Albrecht Hoeck (1763–1839), Kameralist und Statistiker
- Johann Georg Krafft (1740–1772), evangelischer Theologe und Professor an der Universität Erlangen
- Johann Lorenz Buchner (1775–1852), Gründer des Schulbuchverlages C.C. Buchner, geboren in Baiersdorf
- Hirsch Aub (1796–1875), Rabbiner in München, geboren in Baiersdorf
- Marx Hayum Seligsberg (1799–1877), Rabbiner und Autor, geboren in Baiersdorf
- Joseph Aub (1804–1880), Rabbiner in Bayreuth, Mainz und Berlin, geboren in Baiersdorf
- Julius Heinrich Dessauer (1804–1872), jüdischer Religionslehrer und Autor, tätig in Baiersdorf von 1829 bis 1853
- Abraham Merzbacher (1812–1885), jüdischer Münzhändler, Bankier und Mäzen, geboren in Baiersdorf
- Joseph Seligman (1819–1880), amerikanischer jüdischer Bankier, geboren in Baiersdorf
- Ludwig Gerngroß (1839–1916), ab 1902 Ritter von Gerngroß, deutscher Kaufmann und Mäzen, geboren in Baiersdorf
- Carl Neudel (1842–1897), Komponist und Königlich bayerischer Kapellmeister (Bayerisches Infanterie-Regiment Nr. 3, Augsburg 1872–1897)
- Gottfried Merzbacher (1843–1926), Geograph, Alpinist und Forschungsreisender, in Baiersdorf geboren, die Merzbacherstraße erinnert an ihn
- Siegfried Lichtenstaedter (1865–1942), Verwaltungsjurist und Publizist zu Fragen des Judentums
- Paul Gossen (1872–1942), Unternehmer, Gründer der Paul Gossen Co. K.-G. 1919 in Baiersdorf, später nach Erlangen verlegt
- Julius Schmidt (1872–1933), Chemiker und Hochschullehrer
- Hermann Ewinger (1887–nach 1925), Verwaltungsjurist und Staatskommissar für Südbayern
- Stefan Schwarzmann (* 1965), Musiker, in Baiersdorf aufgewachsen, als Schlagzeuger von Bands wie Running Wild, U.D.O., Accept oder Helloween Bekanntheit erlangt
- Thomas Stöhr (* 1976), Geigenbaumeister spezialisiert auf Cellobau, fertigt hochwertige Celli in Handarbeit für nationale und internationale Orchester und Solisten. Gewann 2004 und 2012 den Deutschen Musikinstrumentenpreis in der Kategorie Cello.
- Stefan Maderer (* 1996), Fußballspieler